# Asienspiele 2018/Schießen
| Medaillenspiegel Schießen | Medaillenspiegel Schießen    | Medaillenspiegel Schießen | Medaillenspiegel Schießen | Medaillenspiegel Schießen | Medaillenspiegel Schießen |
| Platz                     | Land                         | Gold                      | Silber                    | Bronze                    | Gesamt                    |
| ------------------------- | ---------------------------- | ------------------------- | ------------------------- | ------------------------- | ------------------------- |
| 01                        | Volksrepublik China          | 8                         | 5                         | 2                         | 15                        |
| 02                        | Südkorea                     | 3                         | 4                         | 5                         | 12                        |
| 03                        | Indien                       | 2                         | 4                         | 3                         | 9                         |
| 04                        | Chinesisch Taipeh            | 2                         | 1                         | 1                         | 4                         |
| 05                        | Mongolei                     | 1                         | 1                         | 1                         | 3                         |
| 06                        | Nordkorea                    | 1                         | 1                         | —                         | 2                         |
| 0                         | Thailand                     | 1                         | 1                         | —                         | 2                         |
| 08                        | Libanon                      | 1                         | —                         | 1                         | 2                         |
| 09                        | Kuwait                       | 1                         | —                         | —                         | 1                         |
| 10                        | Japan                        | —                         | 1                         | 1                         | 2                         |
| 11                        | Indonesien                   | —                         | 1                         | —                         | 1                         |
| 0                         | Saudi-Arabien                | —                         | 1                         | —                         | 1                         |
| 13                        | Vietnam                      | —                         | —                         | 2                         | 2                         |
| 14                        | Iran                         | —                         | —                         | 1                         | 1                         |
| 0                         | Kasachstan                   | —                         | —                         | 1                         | 1                         |
| 0                         | Katar                        | —                         | —                         | 1                         | 1                         |
| 0                         | Vereinigte Arabische Emirate | —                         | —                         | 1                         | 1                         |
| Total                     | Total                        | 20                        | 20                        | 20                        | 60                        |

Bei den Asienspielen 2018 in Palembang, Indonesien wurden vom 18. bis 27. August 20 Wettbewerbe im Schießsport ausgetragen, zehn für Männer und sieben für Frauen sowie drei gemischte Bewerbe.

## Männer

### Einzel

#### Luftpistole 10 Meter
| Platz | Land | Athlet                | Punkte   |
| ----- | ---- | --------------------- | -------- |
| 1     | IND  | Saurabh Chaudhary     | 240,7 GR |
| 2     | JPN  | Tomoyuki Matsuda      | 239,7    |
| 3     | IND  | Abhishek Verma        | 219,3    |
| 4     | CHN  | Wu Jiayu              | 197,6    |
| 5     | KOR  | Jin Jong-oh           | 178,4    |
| 6     | KOR  | Lee Daem-yung         | 156,4    |
| 7     | KAZ  | Wladimir Issatschenko | 136,1    |
| 8     | CHN  | Wang Mengyi           | 114,6    |

Das Finale wurde am 21. August ausgetragen.

#### Schnellfeuerpistole 25 Meter
| Platz | Land | Athlet         | Punkte |
| ----- | ---- | -------------- | ------ |
| 1     | CHN  | Yao Zhaonan    | 34 GR  |
| 2     | CHN  | Liu Junmin     | 33     |
| 3     | KOR  | Kim Jun-hong   | 29     |
| 4     | VIE  | Hà Minh Thành  | 20     |
| 5     | VIE  | Phan Công Minh | 13     |
| 6     | INA  | Anang Yulianto | 7      |

Das Finale wurde am 25. August ausgetragen.

#### Luftgewehr 10 Meter
| Platz | Land | Athlet                | Punkte   |
| ----- | ---- | --------------------- | -------- |
| 1     | CHN  | Yang Haoran           | 249,1 GR |
| 2     | IND  | Deepak Kumar          | 247,7    |
| 3     | TPE  | Lu Shao-chuan         | 226,8    |
| 4     | IND  | Ravi Kumar            | 205,2    |
| 5     | KOR  | Song Soo-joo          | 184,4    |
| 6     | CHN  | Hui Zicheng           | 163,0    |
| 7     | IRI  | Amirmohammad Nekounam | 141,4    |
| 8     | UZB  | Vadim Skorovarov      | 119,9    |

Das Finale wurde am 20. August ausgetragen.

#### Kleinkalibergewehr Dreistellungskampf 50 Meter
| Platz | Land | Athlet                  | Punkte |
| ----- | ---- | ----------------------- | ------ |
| 1     | CHN  | Hui Zicheng             | 453,3  |
| 2     | IND  | Sanjeev Rajput          | 452,7  |
| 3     | JPN  | Takayuki Matsumoto      | 441,4  |
| 4     | CHN  | Yang Haoran             | 431,1  |
| 5     | KAZ  | Juri Jurkow             | 418,8  |
| 6     | IRI  | Mahyar Sedaghat         | 406,0  |
| 7     | THA  | Napis Tortungpanich     | 396,0  |
| 8     | THA  | Thongphaphum Vongsukdee | 394,7  |

Das Finale wurde am 21. August ausgetragen.

#### Standardgewehr 300 Meter
| Platz | Land | Athletin                 | Punkte |
| ----- | ---- | ------------------------ | ------ |
| 1     | KOR  | Choi Young-jeon          | 569 GR |
| 2     | KSA  | Hussain al-Harbi         | 568    |
| 3     | KOR  | Lee Won-gyu              | 563    |
| 4     | IND  | Harjinder Singh          | 560    |
| 5     | IND  | Amit Kumar               | 559    |
| 6     | CHN  | Cao Bo                   | 559    |
| 7     | INA  | Irawan Saputra           | 558    |
| 8     | CHN  | Sun Jian                 | 557    |
| 9     | KSA  | Abdulrahman al-Juhaydili | 557    |
| 10    | INA  | Farid Prayuda            | 549    |
| 11    | BHR  | Mahmood Haji             | 537    |
| 12    | OMA  | Yousuf al-Abri           | 526    |
| 13    | OMA  | Salyem al-Malki          | 517    |

Das Finale wurde am 24. August ausgetragen.

#### Laufende Scheibe 10 Meter
| Platz | Land | Athlet        |
| ----- | ---- | ------------- |
| 1     | KOR  | Jeong You-jin |
| 2     | PRK  | Pak Myong-won |
| 3     | VIE  | Ngô Hữu Vượng |
| 4     | KOR  | Cho Se-jong   |

Die finalen Wettkämpfe wurden am 23. August ausgetragen.

#### Laufende Scheibe, Mix 10 Meter
| Platz | Land | Athletin                     | Punkte |
| ----- | ---- | ---------------------------- | ------ |
| 1     | PRK  | Pak Myong-won                | 384    |
| 2     | INA  | Muhammad Sejahtera Dwi Putra | 380    |
| 3     | CHN  | Gan Yu                       | 379    |
| 4     | KOR  | Kwak Yong-bin                | 377    |
| 5     | KAZ  | Bakhtiyar Ibrayev            | 377    |
| 6     | KAZ  | Rassim Mologly               | 375    |
| 7     | PRK  | Jo Yong-chol                 | 375    |
| 8     | VIE  | Ngô Hữu Vượng                | 374    |
| 9     | KOR  | Cho Se-jong                  | 373    |
| 10    | CHN  | Xie Durun                    | 368    |
| 11    | VIE  | Trần Hoàng Vũ                | 366    |
| 12    | QAT  | Mohammed Abou-Teama          | 362    |
| 13    | INA  | Pahriz Nugra Pratama         | 360    |

Das Finale wurde am 25. August ausgetragen.

#### Trap
| Platz | Land | Athlet                  | Anzahl |
| ----- | ---- | ----------------------- | ------ |
| 1     | TPE  | Yang Kun-pi             | 48 =WR |
| 2     | IND  | Lakshay Sheoran         | 43     |
| 3     | KOR  | Ahn Daem-yeong          | 30     |
| 4     | KOR  | Manavjit Singh Sandhu   | 26     |
| 5     | KOR  | Eum Ji-won              | 23     |
| 6     | PHI  | Hagen Alexander Topacio | 18     |

Das Finale wurde am 20. August ausgetragen.

#### Doppeltrap
| Platz | Land | Athlet          | Anzahl |
| ----- | ---- | --------------- | ------ |
| 1     | KOR  | Shin Hyun-woo   | 74     |
| 2     | IND  | Shardul Vihan   | 73     |
| 3     | QAT  | Hamad al-Marri  | 53     |
| 4     | CHN  | Liu Anlong      | 43     |
| 5     | KOR  | Hwang Sung-jin  | 36     |
| 6     | UAE  | Khaled al-Kaabi | 24     |

Das Finale wurde am 23. August ausgetragen.

#### Skeet
| Platz | Land | Athlet                 | Anzahl  |
| ----- | ---- | ---------------------- | ------- |
| 1     | KUW  | Mansour al-Rashidi     | 52+4 GR |
| 2     | CHN  | Jin Di                 | 52+3 GR |
| 3     | UAE  | Saif Bin Futtais       | 43      |
| 4     | KSA  | Saeed al-Mutairi       | 31      |
| 5     | PAK  | Usman Chand            | 21      |
| 6     | KAZ  | Vladislav Mukhamediyev | 12      |

Das Finale wurde am 26. August ausgetragen.

## Frauen

### Einzel

#### Luftpistole 10 Meter
| Platz | Land | Athletin               | Anzahl   |
| ----- | ---- | ---------------------- | -------- |
| 1     | CHN  | Wang Qian              | 240,3 GR |
| 2     | KOR  | Kim Min-jung           | 237,6    |
| 3     | IND  | Heena Sidhu            | 219.2    |
| 4     | IRI  | Golnoush Sebghatollahi | 192,9    |
| 5     | IND  | Manu Bhaker            | 176,2    |
| 6     | KOR  | Kwak Jung-hye          | 155,6    |
| 7     | VIE  | Bùi Thúy Thu Thủy      | 134,0    |
| 8     | TPE  | Yu Ai-wen              | 114,5    |

Das Finale wurde am 24. August ausgetragen.

#### Sportpistole 25 Meter
| Platz | Land | Athletin              | Anzahl |
| ----- | ---- | --------------------- | ------ |
| 1     | IND  | Rahi Sarnobat         | 34 GR  |
| 2     | THA  | Naphaswan Yangpaiboon | 34 =GR |
| 3     | KOR  | Kim Min-jung          | 29     |
| 4     | CHN  | Lin Yuemei            | 26     |
| 5     | THA  | Tanyaporn Yangpaiboon | 20     |
| 6     | IND  | Manu Bhaker           | 16     |
| 7     | KOR  | Kwak Jung-hye         | 13     |
| 8     | TPE  | Tien Chia-chen        | 08     |

Das Finale wurde am 22. August ausgetragen.

#### Luftgewehr 10 Meter
| Platz | Land | Athletin                 | Punkte   |
| ----- | ---- | ------------------------ | -------- |
| 1     | CHN  | Zhao Ruozhu              | 250,9 GR |
| 2     | KOR  | Jung Eun-hea             | 248,6    |
| 3     | MNG  | Gankhuyagiin Nandinzayaa | 227,4    |
| 4     | IRI  | Armina Sadeghian         | 206,3    |
| 5     | IND  | Apurvi Chandela          | 186,0    |
| 6     | SGP  | Martina Lindsay Veloso   | 164,0    |
| 7     | IRI  | Elaheh Ahmadi            | 141,8    |
| 8     | TPE  | Lin Ying-shin            | 121,2    |

Das Finale wurde am 20. August ausgetragen.

#### Sportgewehr Dreistellungskampf 50 Meter
| Platz | Land | Athletin                    | Punkte   |
| ----- | ---- | --------------------------- | -------- |
| 1     | MNG  | Gankhuyagiin Nandinzayaa    | 458,8 GR |
| 2     | MNG  | Chuluunbadrakhyn Narantuyaa | 451,4    |
| 3     | IRI  | Mahlagha Jambozorg          | 441,2    |
| 4     | SGP  | Jasmine Ser Xiang Wei       | 430,9    |
| 5     | KOR  | Jeong Mi-ra                 | 420,0    |
| 6     | KOR  | Bae Sang-hee                | 409,7    |
| 7     | IRI  | Elaheh Ahmadi               | 400,6    |
| 8     | SGP  | Martina Lindsay Veloso      | 398,2    |

Das Finale wurde am 22. August ausgetragen.

#### Trap
| Platz | Land | Athletin           | Anzahl |
| ----- | ---- | ------------------ | ------ |
| 1     | CHN  | Zhang Xinqiu       | 45 =AR |
| 2     | KOR  | Kang Gee-eun       | 44     |
| 3     | LBN  | Ray Bassil         | 34     |
| 4     | KAZ  | Marija Dmitrijenko | 27     |
| 5     | TPE  | Liu Wan-yu         | 19     |
| 6     | IND  | Seema Tomar        | 12     |

Das Finale wurde am 20. August ausgetragen.

#### Doppeltrap
| Platz | Land | Athletin             | Anzahl |
| ----- | ---- | -------------------- | ------ |
| 1     | CHN  | Li Qingnian          | 136 WR |
| 2     | CHN  | Bai Yiting           | 134    |
| 3     | KAZ  | Mariya Dmitriyenko   | 125    |
| 4     | KOR  | Lee Bo-na            | 124    |
| 5     | KOR  | Kang Gee-eun         | 121    |
| 6     | IND  | Shreyasi Singh       | 121    |
| 7     | IND  | Varsha Varman        | 120    |
| 8     | INA  | Sylvia Silimang      | 114    |
| 9     | KAZ  | Anastassiya Davydova | 112    |
| 10    | THA  | Chattaya Kitcharoen  | 108    |
| 11    | QAT  | Kholoud al-Khalaf    | 106    |
| 12    | QAT  | Amna al-Abdulla      | 102    |
| 13    | IRI  | Shiva Farahpour      | 94     |
| 14    | THA  | Napapha Pramuanchok  | 90     |
| 15    | INA  | Sarmunah             | 84     |

Das Finale wurde am 23. August ausgetragen.

#### Skeet
| Platz | Land | Athletin              | Anzahl |
| ----- | ---- | --------------------- | ------ |
| 1     | THA  | Sutiya Jiewchaloemmit | 55 GR  |
| 2     | CHN  | Wei Meng              | 54     |
| 3     | KOR  | Kim Min-ji            | 42     |
| 4     | KUW  | Eman al-Shamaa        | 32     |
| 5     | CHN  | Zhang Donglian        | 22     |
| 6     | KAZ  | Olga Panarina         | 14     |

Das Finale wurde am 26. August ausgetragen.

## Gemischt

### Luftpistole 10 Meter
| Platz | Land | Athleten                                    | Punkte   |
| ----- | ---- | ------------------------------------------- | -------- |
| 1     | CHN  | Ji Xiaojing Wu Jiayu                        | 473,2 GR |
| 2     | KOR  | Kim Min-jung Lee Dae-myung                  | 467,6    |
| 3     | VIE  | Lê Thị Linh Chi Trần Quốc Cường             | 407,5    |
| 4     | JPN  | Akiko Sato Tomoyuki Matsuda                 | 362,2    |
| 5     | KAZ  | Sauresch Baibussinowa Wladimir Issatschenko | 323,9    |

Das Finale wurde am 19. August ausgetragen.

### Luftgewehr 10 Meter
| Platz | Land | Athleten                             | Punkte   |
| ----- | ---- | ------------------------------------ | -------- |
| 1     | TPE  | Lin Ying-shin Lu Shao-chuan          | 494,1 GR |
| 2     | CHN  | Yang Haoran Zhao Ruozhu              | 492,5    |
| 3     | IND  | Apurvi Chandela Ravi Kumar           | 429,9    |
| 4     | KOR  | Jung Eun-hea Kim Hyeon-hyun          | 389,4    |
| 5     | MNG  | Nandinzaya Gankhuyag Bayaraa Nyantai | 346,6    |

Das Finale wurde am 19. August ausgetragen.

### Trap
| Platz | Land | Athleten                        | Anzahl |
| ----- | ---- | ------------------------------- | ------ |
| 1     | LBN  | Ray Bassil Alain Moussa         | 43 AR  |
| 2     | TPE  | Lin Yi-chun Yang Kun-pi         | 42     |
| 3     | CHN  | Du Yu Wang Xiaojing             | 31     |
| 4     | KUW  | Sarah al-Hawal Khaled al-Mudhaf | 26     |
| 5     | KOR  | Kang Gee-eun Ahn Daem-yeong     | 22     |
| 6     | IND  | Shreyasi Singh Lakshay Lakshay  | 16     |

Das Finale wurde am 21. August ausgetragen.